# Ethelbald
Ethebald z Wesseksu (ur. ok. 834, zm. 20 grudnia 860) – syn Ethelwulfa i Osburgi, król Wesseksu.
Kiedy jego ojciec udał się na pielgrzymkę do Rzymu w 855 r. zawiązał spisek z earlem Somerset i biskupem Sherborne, aby nie dopuścić do powrotu Ethelwulfa na tron. Powrót ojca w 856 r. mógł doprowadzić do wojny domowej, ale stary król wybrał rozwiązanie kompromisowe, dzieląc swoje państwo. Sam zatrzymał dla siebie Sussex, Essex i Surrey, natomiast Ethelbald miał rządzić Wesseksem i Kentem. Pozostałe ziemie Ethelbald odziedziczył po śmierci swojego ojca w 858 r. Został ukoronowany w Kingston upon Thames. Ożenił się wtedy również ze swoją macochą, Judytą Martel (844 - 870), córką Karola II Łysego, króla Franków Zachodnich, i Ermentrudy, córki Odona, hrabiego Orleanu. Małżeństwo to nie doczekało się potomstwa i uległo rozwiązaniu w 860 r. wskutek zbyt bliskiego pokrewieństwa małżonków. Zmarł jeszcze w tym samym roku i został pochowany w Sherborne w hrabstwie Dorset.